# 犬神家の一族
『犬神家の一族』（いぬがみけのいちぞく）は、横溝正史の長編推理小説。「金田一耕助シリーズ」の一つ。
横溝作品としては最も映像化回数が多い作品であり、映画が3本、テレビドラマが8作品公開されており、特に市川崑監督による1976年公開の映画版は、メディアによって「日本映画の金字塔」と称されることもある。

## 概要
雑誌『キング』に1950年1月号から1951年5月号まで掲載された作品。『獄門島』のように殺人に一つひとつ意味を付与して欲しいとの編集サイドからの注文に応じ、家宝の「斧、琴、菊（よき、こと、きく）」による見立て殺人が考案された。
当時、横溝は初回を激賞した編集長から「作品を3年続けて欲しい」と要望されたものの、それだけの大長編を書く準備がなかったため断らざるをえなかったが、「この言葉には非常にやる気が出た」と後年語っている。
連載前の予告では、犬神家は東京と信州と瀬戸内海の一孤島に分かれていると設定されていた。また、連載前の登場人物の名前が、佐兵衛や、3人の子ども（松子・竹子・梅子）、3人の孫（佐清・佐武・佐智）などに際立った変化があるのをはじめ、当初孫に設定されていた静馬が孫から外され、のちに「庄兵衛」と「梅乃」（菊乃の連載時名）との間にできた子どもの名前として復活して連載作品の設定に近づいていくなど、草稿段階から実際に掲載されるまでには夥しい構想の変化があった。
当初は通俗長編であるとして、権田萬治による『日本探偵作家論』（1975年）などに見られるように専門家の評価は低かったが、1976年角川春樹の鶴の一声での映画化と、横溝正史シリーズの第一作としてのテレビドラマ化とで人気が一気にあがった。また、当初は欠点とされていた犯人とトリック全体の関連性なども、むしろ時代の先取りとして評価する声も少なくない。作品中の犯人の「無作為の作為」が田中潤司をはじめ推理小説研究家の間で見直され、田中は「金田一もの」のベスト5を選出した中で、本作を『獄門島』『本陣殺人事件』に次いで第3位に挙げている。「東西ミステリーベスト100」（『週刊文春』）2012年版国内編で、本作品は39位に選出されている。
横溝自身、1977年の「私のベスト10」で本作を3位に選出しているが、田中の「金田一もの」ベスト5を受け入れてのもので、自身が進んで選出したものではなく、その前後4度の自選ランキングでは1度も本作を選出していない。横溝は、メイン・トリックが先にできてそれにふさわしいシチュエーションをあとから構成し、第1回の筆を取る前に全体の構想が細部までできあがっていた『本陣殺人事件』『獄門島』に対し、本作は逆にシチュエーションが先にできて第1回を書き始めたものの第2回を書く頃にもまだ犯人がはっきりまとまっておらず、トリックなども書き出してから考えていったもので、それでは本格探偵小説として力が弱いのは当然であると述べており、本作をあまり高く評価していない。

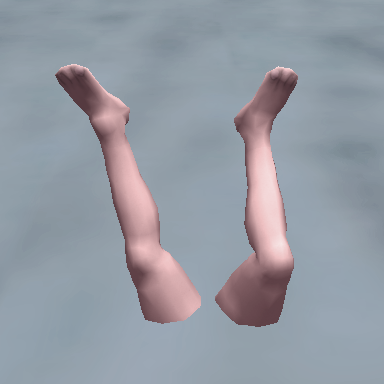
湖で発見される遺体のイメージ

本作の映画化を皮切りに、旧作が次々に映画化、復刊された。作者はこのとき70歳を過ぎていたが、世間の期待に応えるように旺盛に新作を発表し、1981年に没する直前まで書き続けた。
本作をモチーフにしたキャラクターや演出は後年に渡って広く知られ、漫画、アニメ、ゲーム、ドラマなどさまざまなメディアで数多く制作されている。それらの中には、「ゴムマスクを着用した佐清の容姿や名称」「大股開きで逆さまになって下半身だけ露出した死体」「犬神家をもじった名称の一族による遺産騒動」などの共通性を持つものが多い。

## あらすじ
昭和20年代のとある年（具体的な年が分からない点は後述）の2月、那須湖畔の本宅で信州財界の大物・犬神佐兵衛（いぬがみさへえ）は裸一貫の身から興した製糸業で築いた莫大な財産を残し、家族に見守られながら他界した。その遺産の配当や事業相続者を記した遺言状は、一族全員が揃った場で発表されることになっており、長女松子の一人息子佐清（すけきよ）の戦地からの復員を待つところとなっていた。佐兵衛は生涯に渡って正妻を持たず、それぞれ母親の違う娘が3人、皆婿養子をとり、さらにそれぞれに息子が1人ずついたが、お互いが反目し合っていた。
同年10月、金田一耕助は東京から単身で犬神家の本宅のある那須湖畔を訪れた。犬神家の顧問弁護士を務める古館恭三の法律事務所に勤務する若林豊一郎から、「近頃、犬神家に容易ならざる事態が起こりそうなので調査して欲しい」との手紙を受け取ったためであった。那須ホテルを宿泊拠点とした金田一は、湖畔から犬神家の豪邸を望んでいたところ、犬神家に寄寓している野々宮珠世の乗っているボートが沈みかかっているのを目撃し、犬神家の下男の猿蔵とともに珠世を救出する。ボートには穴が開けられており、猿蔵の語るところによると、珠世が何者かに狙われたのはこれで3度目だという。その後、金田一がホテルに戻ったところ、若林が何者かによって毒殺されていた。知らせを聞いて駆けつけた古館の語るところによると、どうやら若林は犬神家の誰かに買収されて、法律事務所の金庫に保管している佐兵衛の遺言状を盗み見てしまったらしい。先行きに不安を感じる古館の依頼で、金田一は犬神家の遺産相続に立ち会うこととなった。
そんな中、ビルマの戦いで顔に大怪我を負いゴムマスクを被った姿で佐清が復員した。佐兵衛の遺言状は古館弁護士によって金田一の立ち会いのもと公開されることになるが、その内容は
「全相続権を示す犬神家の家宝“斧（よき）・琴（こと）・菊（きく）”の三つを、野々宮珠世（佐兵衛の終世の恩人たる野々宮大弐の唯一の血縁、大弐の孫娘）が佐清、佐武、佐智の佐兵衛の3人の孫息子の中から配偶者を選ぶことを条件に、珠世に与えるものとする」
というものであった。さらに、珠世が相続権を失うか死んだ場合、犬神家の財産は5等分され3人の孫息子は各5分の1ずつを相続し、残り5分の2を佐兵衛の愛人・青沼菊乃の息子の青沼静馬が相続することを聞き及んで、3姉妹の憎悪と怒りは頂点に達する。
こうして3姉妹の仲はいよいよ険悪となり、珠世の愛を勝ち得んとしての争いが始まる一方、佐清は偽者の嫌疑をかけられ、手形（指紋）確認を迫られるが、松子がこれを拒否する。
そんな中、佐武が生首を「菊」人形として飾られて惨殺されると、一転して佐清が手形確認に応じ、佐清本人であることが確認される。同じころ、下那須の旅館に顔を隠した復員服の男が宿泊し、べっとりと血の付いた手ぬぐいを残して立ち去っていた。そして、佐武の通夜の後、珠世の寝室から復員服の男が現れ猿蔵ともみ合った後、逃走する。
その後、佐智が珠世を襲おうとして失敗した後、何者かに首を絞められて殺される。そして、その首に「琴」糸が巻き付けられていたことを聞いた松子、梅子、竹子の3姉妹は、家宝の斧・琴・菊と、佐兵衛の愛人・青沼菊乃とその息子の静馬にまつわる秘密を明かす。30年前、佐兵衛が菊乃に入れ込んだ挙句、犬神家の家宝の斧・琴・菊を渡してしまい、さらに菊乃が男児を出産したことを知った3姉妹は菊乃を襲撃した。3姉妹は彼女を激しく折檻した挙句、赤ん坊の尻に焼け火箸をあてがい、遂に観念して斧・琴・菊を差し出す菊乃に対し、さらに赤ん坊は佐兵衛の子どもではなく情夫の子どもであると無理やり一札書かせた。しかし、菊乃は「いつかこの仕返しをせずにはおかぬ。いまにその斧、琴、菊がおまえたちの身にむくいるのじゃ。」と言い放ったのだという。

### 事件の発生年について
本作の事件の発生年は、冒頭に「昭和二十×年」と記載されている以外には詳述されていないが、登場人物の年齢は以下に示すように1949年（昭和24年）を基準に設定されている。
- 野々宮珠世は1924年（大正13年）生まれで事件当時は26歳。
- 犬神佐清は奉納手形に「昭和18年 23歳、酉年の男」と書き記しており、事件当時は29歳。
- 犬神佐兵衛は17歳のときに野々宮大弐に保護され、事件が起きる半年前の2月に81歳で死去している。これだけでは年代を特定できないが、出会ったときに42歳であった野々宮大弐が1911年（明治44年）に68歳で死去しているので、佐兵衛と大弐の邂逅は1885年（明治18年）だったことがわかる。つまり、佐兵衛が81歳で死亡したのは1949年（昭和24年）となる。

注：登場人物の年齢は数え年である。
しかし、1949年（昭和24年）説では以下のような問題が生じることが指摘されている。
- 佐清と静馬がいたビルマについては、1947年（昭和22年）に復員が進み、朝日新聞が8月27日に「南方残留同胞の引揚は目下着々と進み…最近の消息によると、ビルマ地区はほとんど完了…」、10月30日には「東南アジアには今や日本人は1人も残留していない」と伝えている[11]など、1949年（昭和24年）としては復員状況が不自然である[12]。
- 岡山県で発生した『鴉』事件と時期（11月5日 - 8日）[注釈 10]が重複する[注釈 11]。

また、本作は一個人の遺言状が惨劇を引き起こす物語となっているが、この遺言状の法的効力については種々の問題点が指摘されており、特に民法の遺留分制度の前提となる法定相続分が1947年（昭和22年）に施行された日本国憲法の下で改正されたことにより問題が大きくなったことが、事件発生年の特定に重要と考えられている。改正民法は1948年（昭和23年）1月1日に施行（その趣旨の一部は応急措置法により1947年（昭和22年）5月3日に施行）されており、法的問題が大きくなるのはそれ以降の事件と設定した場合である。特に問題になるのは、改正後の民法では「家督相続」が廃止されて「遺産相続」のみとなったため、佐兵衛の子（子が死亡している場合は孫）全員に遺留分が発生して、「全額を渡す」という遺言状の趣旨がそれに抵触することである。
ただし、旧民法の場合でも戸主の財産は法定推定家督相続人（前戸主の直系卑属）が全額相続することが最優先され（明治民法970条）、これは血縁関係・性別・嫡出か否か・年齢で1人が自動的に決定され、故人の遺言は無視されるため、そもそも本作のような状況にならないという問題が指摘されている。もっとも、佐兵衛に生前認知された子が無い場合には、旧民法979条の規定により法定推定家督相続人が存在しないことになり、遺言状で遺産すべてを特定の人物に渡すことも可能になる。
映像化作品では、1976年版が冒頭で「昭和二十二年」（1947年）とのテロップを出し、1977年版、1994年版、2004年版、2006年版がこの設定を踏襲している。これについて1976年版監督の市川崑は「時代設定を原作のままの昭和二十二年にした」とパンフレットで述べているが、市川が原作の設定を「昭和22年」と認識した根拠は不明である。1990年版は1949年（昭和24年）の設定であり、2018年版と2020年版は年を表示していない。2023年版も年が不明だが、3姉妹が戸籍上は親族ではないという旧民法で法定推定家督相続人が生じない設定にしており、台詞にもわざわざ「現行の法律では」とあることから、旧民法が有効な時期の事件と設定した可能性が考えられる。なお、1970年版の『蒼いけものたち』は基本設定が大きく異なり、放送当時の1970年頃が舞台となっている。

## 登場人物
金田一耕助（きんだいち こうすけ）
飄々とした私立探偵。

### 犬神家
犬神 佐兵衛（いぬがみ さへえ）
犬神財閥の創始者。信州財界の巨頭であり、製糸業などで巨万の富を築いたことから「日本の生糸王」と呼ばれた。享年81。
元は放浪の孤児であり、信州那須神社神官野々宮大弐に、17歳の頃拾われ養育された。若い頃は玉のような美少年だった。
生涯正妻を娶らず、娘の松子、竹子、梅子はそれぞれ違う女との間に生ませた子である。

#### 犬神松子の家族
犬神 松子（いぬがみ まつこ）
佐兵衛の長女。先年、夫とは既に死別している。52 - 53歳ほど。
いつも凛とした佇まいをしていて勝気。細いながらも竹のように強靭な体格。1人息子の佐清を溺愛している。
犬神 佐清（いぬがみ すけきよ）
松子の1人息子。29歳。優しく律儀な性格で懐中時計の修理ができるほど器用。
元は美青年だったがビルマの戦いで顔に怪我を負って復員してきたため、松子が東京で作らせたゴム製のマスクを被り、犬神家へ戻ってきた。
実はマスクを被った佐清は青沼静馬が成り代わった偽者で、本物の佐清は復員した後静馬が自分になりすまして家に戻ったことを知り、離れた場所から様子を窺っていた。
静馬の顔に火傷があることが分かり、また、祖父の佐兵衛から青沼親子の悲惨な過去を聞いて同情しており、なるべく事を荒立てずに静馬と入れ替わり、彼にも出来るだけの財産を分与したいと考えていたが、事件の渦に巻き込まれ叶わなくなる。

#### 犬神竹子の家族
犬神 竹子（いぬがみ たけこ）
佐兵衛の次女。小太りで小山のような体型。直情的な性格である。
3姉妹はそれぞれ仲が悪いが、仮面の佐清を松子がでっちあげたという疑いを共有したため、妹の梅子と結託する。
犬神 寅之助（いぬがみ とらのすけ）
竹子の夫。赤ら顔の大男。犬神製糸東京支店長。
犬神 佐武（いぬがみ すけたけ）
竹子の息子。28歳。両親似で衝立のような体形。性格も傲岸不遜で態度が大きい。
佐清の手形合わせの話で呼び出された珠世に強引に関係を迫るが、猿蔵に妨害されて未遂に終わる。
犬神 小夜子（いぬがみ さよこ）
竹子の娘。22歳。珠世ほどではないが美人。多少気が強いものの大人しい性格。
従兄の佐智とは結婚前提の恋人同士で梅子夫婦公認の仲。佐智の子を妊娠しており、珠世には佐智を結婚相手に選ばないように牽制している。事件後、佐智が殺害されたショックで精神の平衡を崩してしまう。

#### 犬神梅子の家族
犬神 梅子（いぬがみ うめこ）
佐兵衛の三女。3姉妹の中では一番美人だが、一番底意地が悪い。
1人息子佐智に当初は佐兵衛翁から相続できる遺産を増やすため、小夜子に取り入って結婚するように指示していたが、遺言状公開後、小夜子に遺産の取り分がないと分かると息子に小夜子から珠世に乗り換えて結婚するように指示する。
犬神 幸吉（いぬがみ こうきち）
梅子の夫。小柄で色が白く、一見柔和そうな顔つきだが、よく動く黒目から腹黒さがうかがえる。犬神製糸神戸支店長。
犬神 佐智（いぬがみ すけとも）
梅子の息子。27歳。ほっそりして華奢な体格。一見落ち着きがなく臆病そうだが狡猾。祖父からの遺産増額が目当てで従妹の小夜子と結婚を前提に交際している。
梅子から遺産相続のため、結婚相手を小夜子から珠世に乗り換えるよう指示されて以降、珠世に媚態の限りを尽くす。既成事実を作り自分と結婚する以外の選択肢を封じるため、珠世を薬で眠らせて手篭めにしようとしたが、現場に潜伏していた「影の人」を名乗る顔を隠した復員風の男から妨害され、またその男から電話を受けた猿蔵が珠世を救出に来て失敗に終わる。

#### 野々宮家
野々宮 珠世（ののみや たまよ）
犬神佐兵衛の恩人・野々宮大弐の孫。26歳。絶世の美女で頭がよく勘も鋭いが、長い孤独な境遇のため他人に本心を明かさぬところがある。
20歳前に両親を相次いで亡くし、大弐を終生の恩人と慕う佐兵衛によって犬神家に引き取られた。何者かが仕掛けた罠に3度も掛かるが、危機一髪で助かった。佐兵衛の遺言で、犬神家の遺産相続の鍵を握ることとなった。
野々宮 大弐（ののみや だいに）
那須神社の神官。珠世の祖父。故人。犬神佐兵衛の恩人。
42歳の頃、佐兵衛少年を拾う。美少年だった佐兵衛との間には衆道の契り（男色関係）があったと地元では噂されている。
野々宮 晴世（ののみや はるよ）
大弐の妻。珠世の祖母。故人。夫より20歳も若く、大弐が佐兵衛を救った時は22歳で、大弐が男色家であったため処女妻であった。心優しく、神々しいばかりの美女であった。
夫が佐兵衛ばかりを寵愛したため一時実家に帰っていたことがあり、佐兵衛が野々宮家を出て以後、野々宮家に戻り祝子を産む。
野々宮 祝子（ののみや のりこ）
野々宮夫妻の娘で、珠世の実母。故人。
猿蔵（さるぞう）
珠世の世話役の下男。
もとはみなしごだったため、子供の頃から祝子によって珠世と共に育てられ、珠世が犬神家に引き取られると、下男として犬神家に入った。珠世に非常に忠実で、生前の佐兵衛から“命に代えても珠世を守れ”と命じられているため、珠世の身辺の世話だけでなく護衛も務め、作中でたびたび珠世を助ける。
「猿蔵」というのは猿に似ていることから付けられた通称で、本名は作中では明らかにされていない。
粗野かつ無口で少し思慮が足りないが、力が強く、佐武や佐智も持て余している。

#### 青沼家
青沼 菊乃（あおぬま きくの）
佐兵衛が50歳を越したときに持った愛人。女工だったが、18 - 19歳の頃に囲われる。年齢は松子より若い。実は野々宮晴世のいとこの娘にあたることが遺言公表後の追加調査で明らかになった。
佐兵衛から相続権を示す家宝を与えられていたが、それを知った松子たちに暴力を振るわれ、力づくで取り戻されてしまう。その後、富山の遠い親戚に当たる津田家を頼り、静馬を預けたところまでは古館弁護士ら関係者が把握していたが、その後の消息は不明だった。
青沼 静馬（あおぬま しずま）
菊乃と佐兵衛の息子。富山にある母の遠縁の津田家に養子に出されており、戸籍名は津田静馬。年齢は甥・佐清と同じ29歳。
津田家から中学に通い、卒業後就職。21歳で徴兵され、その後数度の除隊と応召を繰り返す。その後の消息は不明だった。ビルマの別の部隊にいた自分とよく似ているという佐清の存在を知り、対面すると意気投合し友人となる。
後、戦場で佐清の部隊が全滅したことを知ると、佐清が死んだと思い、また自身も顔に深い火傷を負ってしまう。
母を襲撃した自身の異母姉であり佐清の母、松子のことは根深く恨んでおり、顔の怪我を利用して佐清になりすまし犬神家の財産を手に入れることで復讐しようと画策する。
元々は穏やかな性格であったが、戦場であらゆる状況に対する判断能力や知恵を身につけており、松子の殺人を復讐に利用するよう見立て、またマスクを利用して佐清と巧みに入れ替わり奉納手形の照合を切り抜ける等、機転が利く。
自身の姪にあたる珠世との結婚を拒み、守るべき一線は守り、また香琴が母・菊乃であることに気付いており、思い遣りを見せる等母思いな面を持つ。

#### 系譜
|            |            |            |            |            |            |  |  | 某         |            |            |            |            |            |  |  |            |            |            |            |            |            |  |  |
|            |            |            |            |            |            |  |  |            |            |            |            |            |            |  |  | 犬神佐清   |            |            |            |            |            |  |  |
|            |            |            |            |            |            |  |  |            |            |            |            |            |            |  |  |            |            |            |            |            |            |  |  |
|            |            |            |            |            |            |  |  | 犬神松子   |            |            |            |            |            |  |  |            |            |            |            |            |            |  |  |
|            |            |            |            |            |            |  |  |            |            |            |            |            |            |  |  |            |            |            |            |            |            |  |  |
|            |            |            |            |            |            |  |  |            |            |            |            |            |            |  |  |            |            |            |            |            |            |  |  |
|            |            |            |            |            |            |  |  | 寅之助     | 寅之助     | 寅之助     | 寅之助     | 寅之助     | 寅之助     |  |  | 犬神佐武   | 犬神佐武   | 犬神佐武   | 犬神佐武   | 犬神佐武   | 犬神佐武   |  |  |
|            |            |            |            |            |            |  |  | 寅之助     | 寅之助     | 寅之助     | 寅之助     | 寅之助     | 寅之助     |  |  | 犬神佐武   | 犬神佐武   | 犬神佐武   | 犬神佐武   | 犬神佐武   | 犬神佐武   |  |  |
|            |            |            |            |            |            |  |  |            |            |            |            |            |            |  |  |            |            |            |            |            |            |  |  |
|            |            |            |            |            |            |  |  |            |            |            |            |            |            |  |  |            |            |            |            |            |            |  |  |
| 犬神佐兵衛 | 犬神佐兵衛 | 犬神佐兵衛 | 犬神佐兵衛 | 犬神佐兵衛 | 犬神佐兵衛 |  |  | 犬神竹子   | 犬神竹子   | 犬神竹子   | 犬神竹子   | 犬神竹子   | 犬神竹子   |  |  | 犬神小夜子 | 犬神小夜子 | 犬神小夜子 | 犬神小夜子 | 犬神小夜子 | 犬神小夜子 |  |  |
| 犬神佐兵衛 | 犬神佐兵衛 | 犬神佐兵衛 | 犬神佐兵衛 | 犬神佐兵衛 | 犬神佐兵衛 |  |  | 犬神竹子   | 犬神竹子   | 犬神竹子   | 犬神竹子   | 犬神竹子   | 犬神竹子   |  |  | 犬神小夜子 | 犬神小夜子 | 犬神小夜子 | 犬神小夜子 | 犬神小夜子 | 犬神小夜子 |  |  |
|            |            |            |            |            |            |  |  |            |            |            |            |            |            |  |  |            |            |            |            |            |            |  |  |
|            |            |            |            |            |            |  |  | 幸吉       |            |            |            |            |            |  |  |            |            |            |            |            |            |  |  |
|            |            |            |            |            |            |  |  |            |            |            |            |            |            |  |  | 犬神佐智   |            |            |            |            |            |  |  |
|            |            |            |            |            |            |  |  |            |            |            |            |            |            |  |  |            |            |            |            |            |            |  |  |
|            |            |            |            |            |            |  |  | 犬神梅子   |            |            |            |            |            |  |  |            |            |            |            |            |            |  |  |
|            |            |            |            |            |            |  |  |            |            |            |            |            |            |  |  |            |            |            |            |            |            |  |  |
|            |            |            |            |            |            |  |  |            |            |            |            |            |            |  |  | 青沼静馬   |            |            |            |            |            |  |  |
|            |            |            |            |            |            |  |  |            |            |            |            |            |            |  |  |            |            |            |            |            |            |  |  |
| 青沼菊乃   |            |            |            |            |            |  |  |            |            |            |            |            |            |  |  |            |            |            |            |            |            |  |  |
|            |            |            |            |            |            |  |  |            |            |            |            |            |            |  |  |            |            |            |            |            |            |  |  |
| 野々宮大弐 |            |            |            |            |            |  |  |            |            |            |            |            |            |  |  |            |            |            |            |            |            |  |  |
|            |            |            |            |            |            |  |  | 野々宮祝子 | 野々宮祝子 | 野々宮祝子 | 野々宮祝子 | 野々宮祝子 | 野々宮祝子 |  |  | 野々宮珠世 | 野々宮珠世 | 野々宮珠世 | 野々宮珠世 | 野々宮珠世 | 野々宮珠世 |  |  |
|            |            |            |            |            |            |  |  | 野々宮祝子 | 野々宮祝子 | 野々宮祝子 | 野々宮祝子 | 野々宮祝子 | 野々宮祝子 |  |  | 野々宮珠世 | 野々宮珠世 | 野々宮珠世 | 野々宮珠世 | 野々宮珠世 | 野々宮珠世 |  |  |
| 晴世       |            |            |            |            |            |  |  |            |            |            |            |            |            |  |  |            |            |            |            |            |            |  |  |

### その他の関係者
古館 恭三（ふるだて きょうぞう）
弁護士。古館法律事務所所長。犬神家の顧問弁護士。
佐兵衛より、遺言状の管理を任されていた。殺された若林豊一郎に代わり、金田一耕助に調査を依頼する。やがて金田一耕助に親愛の情を抱くようになる。
若林 豊一郎（わかばやし とよいちろう）
古館法律事務所に勤務。
犬神家の遺産相続問題に関して金田一に捜査依頼をするが、金田一と会う前に毒殺された。
大山 泰輔（おおやま たいすけ）
那須神社の現在の神主。
神社の宝蔵から野々宮大弐と犬神佐兵衛が残した封印文書群が入った唐櫃を発見し、秘められていた事実を明らかにする。
宮川 香琴（みやがわ こうきん）
松子の琴の師匠。目が怪我で不整形になっていてかつ不自由。
実は行方不明になっていた青沼菊乃。同じく琴の師匠をしていた宮川松風と親しくなって正妻の死後に事実上の妻となり、戸籍を動かすことで消息が知れるのを恐れて入籍はしなかったが、周囲は正式の妻と思っていたため宮川姓を名乗るようになった。事件の2年ほど前まで那須付近を回っていた師匠が中風で倒れて代稽古を務めることになってしまったが、名前が違ううえ風貌も変わっていたので松子には気付かれなかった。
橘（たちばな）
那須警察署の署長。
藤崎
那須警察署の鑑識課員。
ゴムマスクを被った佐清の手形を那須神社に奉納されていたものと照合した。
楠田
那須病院の院長。
警察嘱託医として、殺人被害者の検死と解剖を担当した。
志摩 久平
下那須の宿屋「柏屋」の主人。
顔を隠した不審な復員兵が宿泊していたことを警察に届け出た。

## 連載時との変更点について
本作の初単行本化は1951年（昭和26年）5月に講談社から『傑作長編小説全集5』として『八つ墓村』と同時収録されたものだが、この際に連載時から以下の点が修正されている。
- 猿蔵の口調：「標準語→方言」と変更。
- 宮川香琴の本名：「梅乃→菊乃」と変更。
- 「疑惑の猿蔵」の章→「仮面の佐清の件が全国に報じられた説明」があったのを削除。
- 「優しき小夜子」の章→「被害者が縛られていた」状況を加筆。
- 「珠世の素性」の章→「猿蔵の素性」について加筆。
- 終章全般→描写を細やかにする。

## 映像化作品（共通事項）
映像作品（特に1976年版映画）での「波立つ水面から突き出た足」のシーンが有名であるが、原作では季節が初冬で湖面は凍った状態、死体はパジャマを着たまま、湖に突っ込んでいるのはヘソから上であり、この通りに映像化されているのは2020年版と2023年版のテレビドラマのみである。「斧、琴、菊」の見立て殺人の最後に残った「斧（ヨキ）」について、原作では屋敷から斧やそれに類する道具が一切処分されていたため、犯人は佐清（スケキヨ）を絞殺した後、さかさまにして下半身だけを見せることによって「ヨキ（ケス）」を表現している（この判じ物はすぐに金田一によって解かれている）。しかし、映像化作品では、初期の1954年版映画と1970年版テレビドラマを除く全作品で湖から脚が突き出ている情景を描写しているにもかかわらず、その半数近くで「判じ物」を説明していない。そのうち知名度が高い1976年版映画（および2006年のリメイク）では原作の設定を無視して斧を殺害の凶器とし、そもそも「判じ物」が不要であり死体を湖に倒立させた理由が不明である。2023年版テレビドラマでも死体に斧を添えており同様である。また、1977年版テレビドラマでは、斧を殺害の凶器としたため必要性が無くなっている「判じ物」を死体に「スケキヨ」と書くことによって明示し、「斧」の提示を重複させている。
佐清のゴムマスクは、原作では美男子だった佐清の顔をそのまま写したもので、視力の衰えた宮川香琴が初めて見たときすぐさま仮面とは分からなかったという描写があり、1954年版映画や1970年版テレビドラマではその描写に従った顔面のみを覆う仮面であるが、1976年版映画で頭から首まですっぽり覆うものに変更され、この変更がその後の映像化でも踏襲されている。また、原作における製作経緯や上述の描写からはマスクは自然な肌の色と推測できる（佐智殺害後の描写に「白い仮面」とあるが「白っぽい」意味と考えられる）が、映像作品では真っ白あるいはゴムの材質感が残る色調のマスクとしていることが多い。ただし、2020年版テレビドラマでは頭からすっぽり覆う形態であるが頭髪などを再現しており、原作の描写に近くなっている。
原作の重要なトリックの1つに佐智が監禁場所から自力脱出し殺害後に戻されたというものがあるが、映像作品で採用しているのは1970年版、2004年版、2020年版、2023年版のテレビドラマのみである（1977年版テレビドラマは監禁場所で殺害、他は死体発見場所が異なる）。
宮川香琴は原作では実は青沼菊乃と同一人物であり、佐清になりすました静馬が母親だと気付いて気遣う展開があるが、この設定を維持している映像化は無い。菊乃は、1970年版テレビドラマの後半で正体を隠さずに登場し2018年版と2020年版のテレビドラマで消息が語られないのを除いて、事件以前に死亡している設定である。香琴は映像化作品の半数程度に登場するが、1990年版テレビドラマで菊乃の妹という設定になっているのを除いて、菊乃とは特に関係のない人物である。
原作では珠世が佐兵衛の実の孫という事実を大山神主が無節操に暴露し、それによって珠世が自分の姪だと知った静馬が結婚を目指せなくなり、松子が仮面の男が静馬だと気付く契機になっている。しかし、この設定を維持している映像化は、原作を短編に圧縮する構成とした2020年版テレビドラマでの「暴露」の部分のみである。映像化作品の半数程度で実の孫という設定を排除しており、排除していない他の作品でも金田一や古館ら少数の登場人物が知るのみで静馬が事実を知る展開にはならない。
原作の印象的な場面の1つに、佐清が犯人は自分であると印象づけるために雪山で警官隊と銃撃戦を演じたあと自殺を図るというものがあるが、1度も映像化されていない。雪山という状況を排した銃撃戦も初期の1954年版映画や1970年版テレビドラマのみであり、拳銃が持ち出されて銃撃戦には至らない事例も2018年版テレビドラマで佐清が拳銃自殺を図る場面と2023年版テレビドラマで焼身自殺を図った佐清が警官隊に一方的に発砲する場面とに限られる。なお、2023年版テレビドラマでの佐清の焼身自殺未遂は佐智が強姦を阻止された廃屋で行われており、この廃屋が存在する場所の地名が原作における雪山の名である「雪ヶ峰」になっているが雪山ではない。

## 映画

### 1954年版
『犬神家の謎 悪魔は踊る』は1954年8月10日に公開された。東映、監督は渡辺邦男、主演は片岡千恵蔵。

### 1976年版
1976年10月16日に公開された。角川春樹事務所、監督は市川崑、主演は石坂浩二。
1980年代にかけて一世を風靡することになる角川春樹事務所の第1回映像作品であり、金田一耕助を初めて原作どおりの着物姿で登場させたことでも知られる。

### 2006年版
2006年12月16日に公開された。東宝、監督は市川崑、主演は石坂浩二。
1976年版と同一の監督・主演によって30年ぶりにリメイクされたものである。

## テレビドラマ

### 1970年版
『蒼いけものたち』は、日本テレビ系列の「火曜日の女シリーズ」（毎週火曜日21時30分 - 22時26分）で1970年8月25日から9月29日まで放送された（全6回）。
基本設定を大きく変えているため原作通りでない部分が多いが、個々の場面の情景を細かく再現しようとしている。「斧琴菊」に相当する「見立て」は無いが、犯行手順に関するトリックは基本的に原作通りである。原作通りの指紋確認のほか、胸の痣を確認するためにもう1回、仮面の男の実体が入れ替わる。
- 金田一は登場せず、登場人物の氏名は多くが変更されており、特に苗字が原作通りの人物は無い。3姉妹は「松竹梅」から「雪月花」に変更されている。弁護士・館野（原作の古館）が金田一の役割の多くを担っている。
- 時代を制作当時に設定し、舞台を東京都の山間部に存在する設定と思われる「新多摩町」に変更している。
- 美矢子（原作の珠世）が東京の裏町で小学4年生の弟・武と二人で暮らしていたところ、館野の訪問を受け、25年前の東京空襲のときに亡父に助けられたという土地成り金の老人・富岡佐兵衛の遺言状開示に出席するよう求められる。遺言状には3人の孫、清文、武臣、智和のうちの1人との結婚を条件に遺産が譲られるとあった。選択期限は原作より短い1箇月である。
- 3姉妹は遺産獲得に執念を燃やすが、3人の孫は冷静に構えている。
- 三枝菊乃（原作の青沼菊乃）を佐兵衛がいつのまにか正式の妻にしていたため、美矢子が相続権を失った場合に当時の民法の規定（庶出子の法定相続分は嫡出子の半分）により原作通り修平（原作の静馬）が他に倍する遺産を得ることになる設定としている。
- 清文（原作の佐清）は、報道カメラマンとしてカンボジア内戦を取材中にゲリラに誘拐されて顔を負傷したためゴムマスクをかぶっているという設定になっている。ゴムマスクは眉毛まで生えている肌色のもので一見すると仮面とはわからない（原作と同様）。
- 武臣（原作の佐武）は蝶の研究者で武と意気投合する。研究のために遺産が欲しいと正直に打ち明ける武臣に美矢子は好意を持つが、最初に殺害されてしまう。
- 智和（原作の佐智）は職場が美矢子と隣同士だったことが判明する。美矢子が着替えを取りに東京へ戻るとき智和も東京に用件があって同道する展開がある。以前から「恋人未満」の関係だった富岡家の女中・小夜子は、廃屋（山小屋）で美矢子が待っていると偽って智和を呼び出し関係を迫ったうえ、脳震盪を起こした智和を柱に縛りつけて、3姉妹が美矢子に配偶者選択を迫る場に参加させないようにする。しかし、縛りつけた場所で智和の死体が発見され、小夜子は後追い自殺する。
- 清文はカンボジアでの誘拐の経緯からスパイ容疑をかけられ、軍用機で帰国し在日米軍基地から脱走していたため大っぴらに行動できなかった。
- 原作と違って清文と美矢子には元々の接点が無いため、最後は清文が結婚を拒絶することにより美矢子が配偶者を選ぶ義務から解放される。ラストシーンは館野と美矢子が結ばれることを匂わせる演出で終わる。

キャスト
- 水川美矢子 - 酒井和歌子
- 水川武 - 室田一人
- 富岡清文 / 三枝修平 - 大丸二郎
- 山本武臣 - 大出俊
- 坂野智和 - 柴田侊彦
- 富岡雪子 - 沢村貞子
- 山本月子 - 千石規子
- 坂野花子 - 市川寿美礼
- 鈴木小夜子 - 菱見百合子
- 三枝菊乃 - 東恵美子
- 館野卓也（弁護士） - 中山仁
- 高山警部 - 玉川伊佐男
- 刑事 - 西川宏　
- 旅館の仲居 - 明石恵子
- 畑野栄蔵 - 江波多寛児
- 山本敏秀 - 近藤準　
- 医師 - 岡部正
- キャンプ客 - 平野康
- キャンプ客 - 安藤直樹　
- キャンプ客 - 山内淑子
- キャンプ客 - 中村まり子
- 美矢子の同僚 - 西村良子
- 美矢子の同僚 - 吉原妙子
- 美矢子の同僚 - 相良眞由美
- 琴の師匠 - 稲葉まつ子
- ナレーター - 矢島正明

※「水川」の読みは「みなかわ」
スタッフ
- プロデューサー - 小坂敬、米沢孝雄（日本テレビ）、広岡常男（東宝）
- 原作 - 横溝正史『犬神家の一族』
- 脚本 - 佐々木守
- 音楽 - 佐藤允彦
- 編集 - 神島帰美
- 監督 - 鈴木敏郎
- 制作 - 東宝、日本テレビ

### 1977年版
『横溝正史シリーズI・犬神家の一族』は、毎日放送（MBSテレビ）と角川春樹事務所（旧法人）の共同企画、大映京都の製作によりTBS系列で1977年4月2日から4月30日まで毎週土曜日22時 - 22時55分に放送された。
テレビドラマ版において金田一耕助を最も多く演じている古谷一行が初めて金田一役を演じたのが本作であり、初放映時の最高視聴率は40.2パーセントであった。
CMに移る前に「よき、こと、きく…」と佐兵衛仏前の紋章の画面になる。また各回の終わりに金田一耕助がコケるシーンになる。
概ね原作通りに進行するが、いくつかの要素が省略されている一方で、原作に無い（原作と積極的には矛盾しない）細かい設定（会話のやりとりなど）が多数追加されている。原作からの主な変更点は以下の通りである。
- 青沼菊乃は病死していると判明しており、宮川香琴は全く登場しない。3姉妹が青沼菊乃を襲撃したとき静馬は記憶が明確に残る程度にまで成長しており、梅子が静馬を押さえつけて松子が胸に火傷を負わせる。
- 金田一は若林を訪ねてまず古館の事務所を訪れ、古館の紹介で那須ホテルへ宿泊しており、若林殺害後には警察へ連行される前に那須ホテルの女中に若林の手紙を古館へ届けさせていた。そのため、古館は早い段階で金田一のことを把握している。
- 金田一が最初に珠世を見たときボート上では事故は起こらず、猿蔵が運転する自動車で帰ろうとした途端にブレーキ故障で事故となり、金田一が駆けつける。このとき猿蔵は事故が3回目で、うち1回は原作通り「寝室の蝮」だと発言しているが、残る1回の内容は判らない。
- 家宝はそれ自体が斧琴菊の形ではなく、斧琴菊が彫刻されている。
- 佐清（静馬）のゴムマスクは白色で、佐清の顔ではなく能面を模した物になっている。
- 佐清（静馬）は通常は手袋をしており、時計を触るときには手袋越しでは巧くいかず手袋を外した。
- 佐武の胴体はボートに載せられた状態で発見され、大量の菊で飾られていた。
- 佐清は佐智に顔を見られてしまったため、静馬に殺害を命じられる。しかし旧宅へ戻ったところ、松子が拘束されている佐智を絞殺してしまった（松子が旧宅へ行った理由や松子自身のアリバイが成立した理由は不明）。そのため佐清は琴糸を巻きつける工作のみを行ったが、動転して佐智の位置を変えてしまい、絞殺の際にかぶせていた上着も元に戻し忘れた。なお、佐智が一旦自力で脱出して本宅へ戻る設定は無い。
- 猿蔵は珠世の不在に気付いて旧宅まで探しに行って発見しており、佐清からの連絡があったわけではない。猿蔵が佐智を置き去りにして珠世を連れ帰ったことが判明したあと、旧宅へは梅子や珠世も同行した。小夜子が発狂する設定は無い。
- 3姉妹の母親たちの部屋（佐兵衛の死まで開かずの間になっていた）が描写されている。松子が自分の母の寝室で佐兵衛が苦手としていた麝香を能面に焚き染め、その能面を犯行時に着用していたため、佐智殺害現場の上着にも麝香の匂いが残っていた。
- 佐清と静馬は同一小隊に居た設定である。佐清は将校ではなく下士官だったが、結果的に負傷した静馬を置き去りにする形になってしまい、それも負い目になっていた。
- 大山神主は佐兵衛の過去を悲劇拡大防止のために確認したいという金田一と古館の強い依頼で封印を解き、大山自身も文書の内容を初めて見る。原作通り珠世が佐兵衛の孫であることが判明するが、それは公表されない。したがって、静馬が珠世と叔父姪の関係と知って結婚を目指せなくなり窮する設定も無く、佐清との結婚を迫る松子に対して珠世が佐清（静馬）に対する漠然とした違和感を理由に回答を保留する展開となる。不安を抱いた松子は佐清（静馬）の背嚢を探って青沼菊乃の写真を所持していることを知り、持ち出して佐兵衛の遺影の前で焼き捨てる。そのあと静馬が松子に屈服を迫って斧で殺害される。遺体には「スケキヨ」の文字が書かれて「ヨキケス」の見立てが解りやすくなっていた。
- 佐清は松子の舞を珠世が見ているところへ現れ、その直後に逮捕される。派手な雪中逃走劇は展開していない。
- 松子は犯行を認めたあと支度をするといって自室に戻り、誰にも見られずに毒煙草で自殺した。

キャスト
- 金田一耕助 - 古谷一行
- 野々宮珠世 - 四季乃花恵
- 犬神佐清 / 青沼静馬 - 田村亮
- 犬神佐武 - 成瀬正
- 犬神佐智 - 松橋登
- 犬神松子 - 京マチ子
- 犬神竹子 - 月丘夢路
- 犬神梅子 - 小山明子
- 犬神佐兵衛 - 岡田英次
- 猿蔵 - 新海丈夫
- 犬神小夜子 - 丘夏子
- 犬神寅之助 - 西山辰夫
- 犬神幸吉 - 堀内一市
- 青沼菊乃 - 吉本真由美
- 古館恭三（弁護士） - 西村晃
- 橘（署長） - ハナ肇
- 大山（神主） - 溝田繁
- 志摩久平 - 石原須磨男
- 遠山欽
- 探偵事務所のおばさん - 野村昭子
- キヨちゃん（那須ホテル女中） - 井上聡子

スタッフ
- 企画 - 角川春樹事務所、毎日放送
- プロデューサー - 青木民男（毎日放送）、香取擁史、西岡善信
- 脚本 - 服部佳
- 撮影 - 森田富士郎
- 照明 - 山下礼二郎
- 美術 - 西岡善信
- 衣装 - 伊藤なつ
- 美粧 - 竹村浩二
- 結髪 - 石井ヱミ
- 協力 - 京都衣装、山崎かつら、高津商会、京阪商会
- 現像 - 東洋現像所
- 衣装協力 - 鈴乃屋
- 音楽 - 真鍋理一郎
- 主題歌 - 茶木みやこ「まぼろしの人」
- 監督 - 工藤栄一
- 制作 - 毎日放送、大映映画、映像京都

### 1990年版
『横溝正史傑作サスペンス・犬神家の一族』は、ANB系列で1990年3月27日の火曜日19時2分 - 21時48分に放送された。
本作の金田一は、白いスーツにハンチング帽、丸メガネという出で立ちで、池田明子という“助手”を連れている。
- 昭和24年という設定であり、地名が長野県小沢（こざわ）市犬神町となっている。
- 若林は金田一を東京に訪ねて調査を依頼しており、殺害されたときには初対面ではなく単に打ち合わせの予定だった。
- 佐武は指紋や血液型の研究者でイギリス留学の経験があり、佐智は神戸の犬神興産、寅之助は大阪の犬神不動産、幸吉は静岡の犬神製薬研究所を任されている。佐清、佐武、佐智は全員同年齢である。
- 珠世の頭上から多数の斧が落下したり、ボートに開けた穴に琴爪が詰められていたり、殺害された若林の口に菊花が咥えさせられているなど、最初から「斧琴菊」が強調されている。また、佐武は琴糸で絞殺されたうえ斧で首を切られて菊人形になり、佐智は菊花を付けたハサミで刺殺されたうえ斧を刺した木に琴糸で宙吊りになり、いずれも各々に対して「斧琴菊」がまとめて表現されている。
- 佐清は弓の名手であり、珠世が正体を見極める手段とするほか、佐智に拉致された珠世の行方を猿蔵に知らせる際にも弓矢を使っている。
- 佐智はボートに乗って岸近くにいた珠世に自動車で近づき、佐清が死んだと偽って珠世を廃屋へ連れて行ってから殴って昏睡させている。
- 松子は若林殺害時に悪魔の手毬唄風の老婆に変装して毒茶を直接飲ませており、時間差トリックは用いていない。佐智殺害時にも老婆に変装していた。
- 宮川香琴は青沼菊乃本人ではなく妹である。菊乃が静馬を連れて金沢へ移り数年経ってから3姉妹が乗り込んで「斧琴菊」を奪還しており、菊乃はそのときの傷が元で死んだ。香琴は松子に買収されてアリバイ工作（佐武殺害と佐智殺害の両者とも）に協力し、後で暴露することで復讐を果たした。
- 菊乃は古館弁護士の恋人だったのを佐兵衛が奪い、古館は見返りに開業資金を提供されていた。担当の警察関係者も犬神家に恩恵と恨みを併せ持っている。
- 松子は最初から静馬を佐清の偽物と知ったうえで相続権のために受け入れており、竹子や梅子も息子の死よりもそれによる相続権喪失を悲しむなど、3姉妹が財産に執着している。
- 佐清による事後工作は静馬に強いられたわけではなく自分の意志によるもの。静馬は佐清が戦死せず生きていることを最後まで知らず、指紋照合も静馬がマスクを外して入浴している間に佐清が勝手に行っていた。
- 大弐と佐兵衛の男色や、佐兵衛と晴世の公認不倫の設定は無く、したがって珠世が実は佐兵衛の孫という設定も無い。また、静馬の素顔が佐清に瓜二つという設定も無い。

キャスト（エンドクレジット順）
- 金田一耕助 - 中井貴一
- 犬神松子 - 岡田茉莉子
- 野々宮珠世 - 財前直見
- 池田明子 - 松本伊代
- 犬神寅之助 - 守田比呂也
- 犬神幸吉 - 金子研三
- 犬神佐武 - 四禮正明
- 犬神小夜子 - 川津花
- 青沼静馬 - 渕野直幸
- 青沼菊乃 - 和泉ちぬ
- 犬神竹子 - 三ツ矢歌子
- 犬神梅子 - 結城美栄子
- 若林信二（弁護士） - 辰巳琢郎
- 宮川香琴 - 結城しのぶ
- お咲 - 石井富子
- 輪タクの運転手 - 桜金造
- 猿蔵 - 丹古母鬼馬二
- 犬神佐智 - 小沢仁志
- 犬神佐清 - 石黒賢
- 佐川吾郎（刑事） - 柳沢慎吾
- 徳島元三（警部補） - 荒井注
- 大山朝子 - 浅野ゆう子
- 犬神佐兵衛 - 若山富三郎
- 古館正道（弁護士） - 小林桂樹

※浅野ゆう子、若山富三郎は"特別出演"のクレジット付き

スタッフ
- 監督 - 松尾昭典
- 脚本 - 長坂秀佳
- 音楽 - 鏑木創
- 選曲 - 山川繁
- 撮影 - 矢田行男
- 照明 - 仲澤廣幸
- 美術 - 菊川芳江
- 録音 - 信岡実
- 整音 - 小峰信雄
- 編集 - 井上治
- 助監督 - 岩清水昌弘、工藤雅典、宮島英紀、七字幸久、田辺慶
- 記録 - 長谷川幸子
- 製作担当 - 久家豊
- 音響効果 - 伊藤進一
- 題字 - 松本筑峯
- 特殊メイク - メイクアップディメンションズ（江川悦子、佐和一弘、織田尚）
- スタント - ジャパンアクションクラブ
- 操演 - 小林正巳、神尾悦郎
- タイトル - 島田プロダクション
- 現像 - 東京現像所
- プロデューサー - 小関明、五十嵐文郎、佐藤敦、下飯坂一政、作田貴志
- 制作 - ANB、にっかつ撮影所

### 1994年版
『横溝正史シリーズ5・犬神家の一族』は、フジテレビ系列の2時間ドラマ「金曜エンタテイメント」（毎週金曜日21時 - 22時52分）で1994年10月7日に放送された。本作は時間枠拡大の特別企画で21時3分 - 23時22分に放送。
舞台は岡山県香賀美市で、野々宮珠世の実家は市内の鏡美神社である。東京に関わるエピソードは全て神戸に変更されている。
- 松子、竹子、梅子は佐兵衛の愛人で犬神姓を名乗れない設定、佐清、佐武、佐智は異母兄弟、珠世も野々宮大弐・晴世の娘である。佐兵衛は晴世に思慕の念を抱いていたものの、珠世が実は佐兵衛の末裔という設定ではない。
- 青沼菊乃は静馬出産後に殺害されていることが冒頭で明示される。犯人不明だったが、正妻の座を狙った菊乃が佐清を誘拐、取り戻そうとした松子の目前で殺害しようとしたため、過剰防衛で殺害した松子の単独犯行であることが終盤で明らかになる。「よきこときく」は佐兵衛が菊乃殺害疑惑を表現したもので、凶器、松子、菊乃を示していた。
- 古舘弁護士は2代にわたる犬神家顧問で、先代の名が古舘恭三、当代は金田一の戦友である。遺言状は内容を知らずに預かっていた。若林は登場しない。
- 佐兵衛の女性関係は無節操だったという設定で、金田一は古舘の紹介で松子に依頼され、佐兵衛の愛人たちに隠し子が無いかどうか調べているうちに事件が発生した。
- 遺言状に青沼静馬の名は出てこず、珠世が相続権を失った場合には財産は国庫帰属、事業は岡山経済同友会で競札することになっている。
- 佐武の首は菊人形にはなっておらず、単に菊の盆栽と並べられていた。
- 佐智は珠世がボートで岸近くに出て寝ているところへ自動車で現れて岸へ呼び、麻酔薬をかがせて工場跡へ連れ込む。猿蔵は佐清がボートに残したメモに従って珠世の救出に向かった。
- 佐智の死体は給水塔の屋根から逆さに吊されていた。
- 佐清になりすましていた静馬は松子の寝こみを襲うが、揉み合っていて頭を撲られて倒れ、戦時自決用の毒薬を無理矢理飲まされた。
- 佐武と佐智の殺害実行犯は静馬で、佐清の犯行と考えた松子が事後処理をしていた。

※「古館」の字体は「古舘」
キャスト
- 金田一耕助 - 片岡鶴太郎
- 磯川警部 - 加藤武
- 野々宮珠世 / 野々宮晴世 - 牧瀬里穂
- 犬神佐清 / 青沼静馬 - 椎名桔平
- 犬神佐武 - 矢野和朗
- 犬神佐智 - 長岡尚彦
- 松子 - 栗原小巻
- 竹子 - 二宮さよ子
- 梅子 - 山口美也子
- 犬神佐兵衛 - 平幹二朗（特別出演）（青年時代：大沢健）
- 小夜子 - 黒沢あすか
- 古舘（弁護士） - 渡辺いっけい
- 青沼菊乃 - 大竹一重

スタッフ
- 企画 - 小林義和
- プロデューサー - 高橋萬彦、川上一夫
- 脚本 - 佐伯俊道
- 音楽 - 石田勝範
- 撮影 - 川田正幸
- 照明 - 高山喜博、石井美宏
- 美術 - 根本研二、青木陽次
- 音声 - 菊池正嗣
- 編集 - 飯塚守
- 題字 - 片岡鶴太郎
- 方言指導 - 高村尚枝
- 琴指導 - 友野しげ子、大竹和子
- 特殊美術 - 原口智生
- 演出 - 福本義人
- 企画協力 - 角川書店
- 制作 - 共同テレビジョン、フジテレビ

### 2004年版
『金田一耕助シリーズ・犬神家の一族』は、フジテレビ系列の「プレミアムステージ」（毎週土曜日21時 - 22時54分）で2004年4月3日に放送された。本作は時間枠拡大で20時3分 - 22時54分放送。
- 冒頭の「誰も知らない金田一耕助」というドラマオリジナルで、『本陣殺人事件』の冒頭で言及されていた金田一のアメリカ時代のエピソードが描かれた。
- 青沼菊乃は既に死亡しており、宮川香琴とは別人である。
- 1976年の映画版でも描かれた佐清（実際は静馬）のゴムマスクを作る過程の回想シーンが今作でもある他、仮面師が静馬の顔に型を取るための粘土を塗る、それとは別に佐清の写真を基に顔の造形を手掛ける、型が完成すると樹脂を入れて固まる面積を増やすために左右に揺らす、樹脂が固まってゴムマスクが完成すると型から剥がして佐清を模したマスクを裏返すという細かいシーンが不気味に描かれている。

キャスト
- 金田一耕助 - 稲垣吾郎
- 野々宮珠世 - 加藤あい
- 犬神佐清 / 青沼静馬 - 西島秀俊
- 犬神佐武 - 平岳大
- 犬神佐智 - 眞島秀和
- 犬神松子 - 三田佳子
- 犬神竹子 - 赤座美代子
- 犬神梅子 - 佳那晃子
- 犬神佐兵衛 - 佐藤慶（青年時代：福士誠治）
- 猿蔵 - 長江英和
- 犬神小夜子 - 石橋けい
- 青沼菊乃 - 木村多江
- 犬神寅之助 - 黒部進
- 犬神幸吉 - 山西道広
- 宮川香琴 - 岸田今日子
- 古館恭三（弁護士） - 佐野浅夫
- 若林豊一郎（弁護士） - 樋渡真司
- 久保銀造 - 梅津栄
- ジャック安永 - 羽場裕一
- 大山（神官） - 江幡高志
- 志摩久平 - 山谷初男
- 横溝正史 - 小日向文世
- 橘（署長） - 塩見三省
- 小橋めぐみ、広岡由里子、矢島健一、井之上隆志、松本じゅん

スタッフ
- 演出 - 星護
- 脚本 - 佐藤嗣麻子
- 音楽 - 佐橋俊彦
- プロローグ原案 - 樹林伸
- 撮影 - 川村明弘
- 照明 - 木村伸
- 音声 - 島田隆雄
- 琴指導 - 梅辻理恵
- 特殊造形 - 相良貴幸、高橋直子、星加和子
- 特殊造形監修 - 臼井則政
- 特殊効果 - パイロテック
- スタント - タカハシレーシング、オフィスワイルド
- 技術協力 - バスク
- スタジオ - 東宝スタジオ
- 企画 - 荒井昭博、和田行、保原賢一郎
- プロデュース - 稲田秀樹
- ロケ協力 - 岡山県、倉敷コンベンションビューロー、横溝正史疎開宅、香川県、丸亀市、坂出市、香川県観光協会、呉地域フィルムコミッション、海上自衛隊呉地方総監部 ほか
- 製作 - フジテレビ、共同テレビジョン

### 2018年版
スペシャルドラマ『犬神家の一族』は、2018年12月24日21時30分 - 23時33分にフジテレビ系列で放送された。
- 大弐と佐兵衛の男色や、佐兵衛と晴世の公認不倫の設定は無く、したがって珠世が実は佐兵衛の孫という設定も無い。
- 原作では明らかでない橘署長と藤崎鑑識課員のフルネームが、テレビ局が公表した登場人物相関図に記載されている。
- 犬神小夜子は登場しない。
- 佐智は岸辺にいた珠世に近づいて手を組むことを持ちかけ、断られると追いかけて麻酔薬を嗅がせ、近くの廃屋へ徒歩で連れ込んで強姦未遂に及ぶ。
- 佐智の死体は殺害場所の近くの木に吊るされていた。
- 青沼静馬は金槌で撲殺され、遺体は珠世が疑われる可能性を松子に指摘された猿蔵が遺棄した。猿蔵は愚者を装っているが、実は「ヨキケス」の見立てを発案できるほどの知恵があった。
- 佐清が警官隊の目前で自殺しようとする展開は原作通りだが大幅に簡略化されており、珠世を「殺す真似」もしていない。自殺を止めたのは猿蔵である。
- 宮川香琴は青沼菊乃とは別人である。
- 佐清が顔を隠して宿屋に泊まる設定がカットされている。
- 静馬の素顔は上唇がなくなってしまっているほど凄まじいものとなっている。
- 静馬は美味い酒と煙草好きという設定になっている。

キャスト
- 金田一耕助 - 加藤シゲアキ (NEWS)
- 犬神佐清 / 青沼静馬 - 賀来賢人
- 野々宮珠世 - 高梨臨
- 犬神松子 - 黒木瞳
- 犬神竹子 - 松田美由紀
- 犬神梅子 - りょう
- 犬神寅之助 - 佐戸井けん太
- 犬神幸吉 - 板尾創路
- 犬神佐武 - 笠原秀幸
- 犬神佐智 - 坂口涼太郎
- 猿蔵 - 大倉孝二
- 宮川香琴 - 梶芽衣子
- 青沼菊乃 - 安藤聖
- 大山泰輔 - 品川徹
- 若林豊一郎 - 少路勇介
- 弥助 - 田鍋謙一郎
- 美代 - 平祐奈
- 藤崎正一 - 梶原善
- 多田浩二 - 薮宏太 (Hey! Say! JUMP)
- 古館恭三 - 小野武彦
- 橘重蔵 - 生瀬勝久
- 犬神佐兵衛 - 里見浩太朗（特別出演）
- 遠藤たつお、加賀美茂樹、村井麻友美

スタッフ
- 演出 - 澤田鎌作
- 脚本 - 根本ノンジ
- 音楽 - ワンミュージック
- 撮影 - 大野勝之、三村純一
- 照明 - 富沢宴令
- 美術 - 青木陽次
- 音声 - 谷部剛
- 編集 - 小泉義明
- 特殊造型 - 松井祐一
- 襖絵 - 志世都りも、遠藤麻木子
- 琴演奏 - 上田麻里名
- 生花装飾 - 小柳幸絵
- 植木装飾 - 後藤健
- VFX - FILM、トムス・ジーニーズ、studio SOLARI
- プロデューサー - 金城綾香
- ロケ協力 - 日光市、日光国立公園管理事務所、鹿沼市、信州上田フィルムコミッション、塩尻・木曽フィルムコミッション、松本観光コンベンション協会 ほか
- 製作著作 - フジテレビ

その他
- 関東地区では、1年後の2019年12月21日に『加藤シゲアキの金田一耕助シリーズ』新作『悪魔の手毬唄〜金田一耕助、ふたたび〜』を放送するにあたり、同日の『土曜ワイド』枠（13時35分 - 15時25分）で本作を再放送した。

### 2020年版
『シリーズ横溝正史短編集II「金田一耕助踊る！」犬神家の一族』は、2020年2月1日にNHK BSプレミアムにて29分の短編ドラマとして放送された。
短編とするため大幅に省略しているが、科白を全て原作から抽出した文言としている（ナレーションは用いていない）。しかし、科白に伴う回想シーンを比較的リアルな画面に切り替えているのを除いて、ほぼ全編を1つの座敷内またはその座敷の周辺の空間で、演劇の立ち稽古（読み合わせ）のような形で展開している。服装は原作の人物属性を大袈裟に表現したものになっている。佐清のマスクは演じる俳優の頭部を正確に写した被り物で、単に異様に大きくすることでマスクだと判るようにしている。
犬神家一族の者は最初から最後まで同じ位置で立って発言するのを基本とし、佐武はその場で首と菊人形の胴体に、佐智はその場で椅子に縛り付けられた死体に、静馬はその場で盥（湖の代わり）から突き出た2本の足になる。佐智は元々珠世の隣にいて、単にクローズアップされた状況で昏睡させ、その場の足元で横になって強姦未遂に及ぶ。小夜子は一言も発言せず、特に後半では発狂した様子を黙々と演じ続けている。
金田一、橘署長ら警察関係者、古館弁護士は、一族の者の間や周囲を動き回る。大山神主、猿蔵、柏屋の亭主と女中は必要に応じて書院の窓の外から発言し、あるいは窓から入ってくる。青沼菊乃は回想シーンのみに登場し、宮川香琴としての登場部分は省略されている。若林豊一郎は遺言状の写しを入手したことと殺害されたこととを1つの回想シーンで表現しているため、原作と矛盾する映像になっている。
キャスト
- 金田一耕助 - 池松壮亮
- 犬神松子 - 坂井真紀
- 犬神佐兵衛 - 斉木しげる
- 犬神竹子 - 内田淳子
- 犬神梅子 - 春野恵子
- 犬神寅之助 - 鎌滝秋浩
- 犬神幸吉 - 奥瀬繁
- 犬神佐武 - 中崎敏
- 犬神佐智 - 二見悠
- 犬神小夜子 - 御子柴彩里
- 猿蔵 - 清水泰地
- 青沼菊乃 - Maruko
- 橘署長 - 村杉蝉之介
- 大山神主 - 阿部祐二
- 藤崎鑑識 - 水間ロン
- 川田刑事 - 斉藤天鼓
- 柏屋の女中 - 藤間爽子
- 古館恭三 - 片岡哲也
- 犬神佐清 - 渡辺佑太朗
- 野々宮珠世 - 久保田紗友

スタッフ
- 演出 - 渋江修平

### 2023年版
NHKが制作を手掛ける「金田一耕助」シリーズの第4弾として、2023年4月22日・4月29日にNHK BSプレミアム、NHK BS4Kで前・後編仕立てで放送された。24P製作。
小市演じる磯川警部が岡山県警から栄転し那須警察署長に就任して原作の橘署長の役割を果たす設定とし、『獄門島（2016年）』に始まるシリーズ全作に登場（声などのみの登場を含む）することになった。劇中には過去金田一が解決した事件として「本陣殺人事件」に言及がある。
有名な脚のシーンはロケ当日に湖面が凍結し（CGIではない）、原作描写に近い映像が奇跡的に達成された。湖で倒立した死体の脚は原作通りパジャマを着用している。これまでの映像化でたびたび行われた遺体の泥を手荒く洗う場面は、氷を割りながら遺体収容に向かう警官たちの姿に替えられた。斧も併せて発見されており、死体を湖に逆さに立てた理由は説明されない。死体発見は謎解きの後であり、手形が一致せず謎を深める展開にはならない。
佐清のマスクは1976年版映画以来の頭全体を覆うものという設定を踏襲している。家宝はそれ自体が斧琴菊の形ではなく、斧琴菊が彫刻されている（1977年版テレビドラマに近い設定）。宮川香琴は登場するが、登場する他の映像化と同様、青沼菊乃とは別人という設定になっている。
佐智殺害までの事件の流れは概ね原作どおりであるが、以下のような変更がある。
- 3姉妹や孫たちは戸籍上は佐兵衛の親族ではなく、遺言が無ければ相続権が無い。
- 金田一は手形押捺の現場には不在で、佐武の胴体を運んだボートを別のボートで痕跡を追うことによって発見し、電話を借りようと柏屋を訪ねたところ、復員兵の情報を聞いて訪ねていた磯川たちに遭遇する。
- 佐智が廃屋から自力脱出して殺害後に戻されたのは原作通りだが、猿蔵が珠世を救出した時とは明らかに違う、シャツを着用して梁から吊るされた状態で発見される。なお、廃屋は佐兵衛が菊乃を住まわせていた家だった。
- 佐智は遺言公表以前から珠世に色目を使っており、珠世に加えられた初期の危害は小夜子によるもので遺言とは無関係だった。佐智が珠世のボートに近づいて移乗させるところを小夜子が高台から見ており（薬で眠らせるところまでは見ていない）、翌朝に佐智が行方不明と聞いた小夜子は珠世のところへ乗り込み、猿蔵の案内で珠世と共に廃屋へ行って佐智の死体を発見する。

佐智殺害後、佐清は警察に静馬の名で告白文を送り廃屋に放火するが、告白文を見て駆けつけた警察に救出され、火の手を見て猿蔵のボートで金田一と共に駆けつけた珠世が佐清だと確認する。佐清は病院に収容され、顔が判らなくなるようにして静馬として焼死しようとしたと語る。そのころ静馬は行方不明になる。
静馬が行方不明のまま、金田一と磯川が松子だけと真相を語ろうとするが、竹子夫婦と梅子夫婦も押しかけてくる。金田一はまず松子の犯行だけについて語り、そのあと佐清と珠世を呼び入れて佐清に事後工作について語らせる。事後工作は佐清と静馬が対等に協力して行ったという。ビルマ戦線で自分の作戦ミスで大勢の部下を失い静馬にも火傷を負わせた佐清は、その責任感から静馬に自分と入れ替わる権利があると考えたと語る。
静馬は母・菊乃を幼時のうちに失っていたことで犬神家への恨みを引き継いでおらず、犬神家に入り込んだ目的は復讐でも財産でもなく母親への思慕（戦地で佐清に見せてもらった親子写真を通じて知った（衝動的に惹かれてしまった）「松子から佐清へ注がれている純粋無垢な母性愛」への憧れ）だったという。
3姉妹が菊乃を襲撃した時、松子は静馬に火傷を負わせており、松子はその火傷を再度目撃することで静馬の正体に気付いてしまっていた。松子が煙草で服毒自殺するのとほぼ同時に静馬の死体が発見されたとの報告が入る。原作とは異なり、死の間際の松子が産まれてくる小夜子（と佐智）の子に財産の半分を分けて欲しいと珠世に頼むことはない。
金田一は一旦東京に戻るが、佐清からの事後処理に関する報告の手紙を受け取って再度現地へ向かい、収監中の佐清に疑問（「火事のとき佐清は告白文を郵送せず子供に使送させており、警察に助けさせるつもりだったのではないか？」「松子と静馬の各々の愛に付け込んで2人を操って邪魔者を始末させ、最も効果的な場面で正体を現して犬神家の全てを得ようとしたのではないか？」）をぶつける。しかし、佐清は「（金田一が）病気だ（考えすぎだ）」と言って疑問を否定して去る。
キャスト
- 金田一耕助 - 吉岡秀隆
- 犬神松子 - 大竹しのぶ（若い頃：金井美樹）
- 野々宮珠世 - 古川琴音
- 犬神佐清 / 青沼静馬 - 金子大地
- 犬神竹子 - 南果歩（若い頃：三村朱里）
- 犬神梅子 - 堀内敬子（若い頃：内海誠子）
- 猿蔵 - 芹澤興人
- 大山泰輔 - 野間口徹
- 古館恭三 - 皆川猿時
- 磯川 - 小市慢太郎
- せつ子 - 倍賞美津子
- 加代 - 久間田琳加
- 犬神佐武 - 今井悠貴
- 犬神佐智 - 渋谷謙人
- 犬神小夜子 - 菅野莉央
- 沢田刑事 - 永沼伊久也
- 吉井刑事 - 大津尋葵
- 犬神寅之助 - 遠山俊也
- 犬神幸吉 - 坂田聡
- 犬神佐兵衛 - 栗田芳宏（若い頃：小泉光咲）
- 宮川香琴 - 田根楽子
- 志摩久平 - 川島潤哉
- 野々宮大弐 - 柾賢志
- 野々宮晴世 - 羽瀬川なぎ
- 青沼菊乃 - 喜多乃愛
- 青沼静馬（吹替） - 天戸拓磨
- 若林豊一郎 - 松川尚瑠輝
- 女中 - 野々目良子

スタッフ
- 脚本 - 小林靖子
- 演出 - 吉田照幸
- 制作統括 - 樋口俊一（NHK）、西村崇（NHKエンタープライズ）、大谷直哉（ザロック）
- 挿入曲 - "Old Castle, by the river, in the middle of a forest"（上原ひろみ）、"Andata"（坂本龍一）

## 舞台

### 劇団ヘロヘロQカムパニー
「劇団ヘロヘロQカムパニー」第34回公演で、金田一シリーズとしては『八つ墓村』『悪魔が来りて笛を吹く』『獄門島』に続く4作目。2017年4月22日～30日に全労済ホール/スペース・ゼロで上演された。
- 一部1976年の映画版の要素があるが、ほぼ原作に忠実に舞台化された作品。
- 盆（回り舞台）や映像を使った大掛かりな舞台装置で、湖や屋敷を再現している。

キャスト
- 金田一耕助 - 関智一
- 犬神松子 - 長沢美樹
- 犬神佐清 - 野島健児/森田成一※Wキャスト
- 犬神佐兵衛 - 楠見尚己
- 犬神竹子 - 那珂村たかこ
- 犬神佐武 - 大髙雄一郎
- 犬神寅之助 - 世田壱恵
- 犬神小夜子 - 稲垣祐希絵
- 犬神梅子 - 久保梨瑛
- 犬神佐智 - 湯田昌次
- 犬神幸吉 - 近藤浩徳
- 野々宮珠世 - 名塚佳織
- 猿蔵 - 下川真矢
- 大山神主 - 中博史
- 宮川香琴 - 三石琴乃
- 橘署長 - 辻親八
- 沢井警部 - 置鮎龍太郎
- 西本刑事 - 大場達也
- 吉川刑事 - 岩崎諒太
- 古館弁護士 - 中尾隆聖
- セイ - 柗本和子
- 青沼静馬 - 大谷秀一郎/正野大輔※Wキャスト
- 菊乃 - 杉崎聡美
- 松子（回想） - 加藤杏奈
- 竹子（回想） - 井上舞香
- 梅子（回想） - 藤本由布菜
- 佐清（回想） - 大石達也
- 珠世（回想） - 湯田陽花
- 柏屋 - 飯田誠規
- 主治医 - 大谷秀一郎
- 藤崎（鑑定士） - 三原一太
- 楠田 - 小林慎之介
- 犬神家女中 - 進藤初香、相原美沙、大村彩、櫻井殊
- 若林 - 光部樹
- 制服警官 - 植田恭司

スタッフ
- 脚本・演出 : 関智一

### 新派
新派130年にあたる2018年11月に、特別公演として大阪松竹座と新橋演舞場で上演。大阪松竹座での公演は11月1日から10日、新橋演舞場での公演は同年11月14日から11月25日まで行なわれた。シナリオは原作に忠実で、琴の師匠が重要な鍵を握っており、映画版を見慣れた人も楽しめる内容になっていた。
キャスト
- 宮川香琴 - 水谷八重子
- 犬神松子 - 波乃久里子
- 犬神竹子 - 瀬戸摩純
- 犬神梅子 - 河合雪之丞
- 犬神佐清、青沼静馬 - 浜中文一
- 野々宮珠世 - 春本由香 / 河合宥季（交互出演）
- 金田一耕助 - 喜多村緑郎
- 古館恭三 - 田口守
- 橘警察署長 - 佐藤B作

スタッフ
- 脚色・演出 - 齋藤雅文

## 漫画
- 犬神家の一族 （作画：つのだじろう、講談社漫画文庫）
  - 復員兵という佐清の設定を、火事で火傷を負ったという設定に変更して、現代劇にアレンジしている。また、犬神家が狼を祀る奇怪な宗教を統べる一族であるという、伝奇ホラー風味の味付けがなされている。金田一は洋装でメガネをかけた若干ひょうきんなキャラクターとされているほか、佐清がジーンズ姿であるなど、映画版とはビジュアルイメージが重複しないようにオリジナリティを追求している。
- 犬神家の一族 （作画：いけうち誠一、講談社コミックブックシリーズ）
- 犬神家の一族 （作画：JET、角川書店あすかコミックスDX）
- 犬神家の一族 （作画：長尾文子、秋田書店サスペリアミステリーコミックス）
- 犬神家の一族 （作画：小山田いく、ぶんか社『ホラー・ミステリー』掲載、単行本未刊）

## ゲーム
- 犬神家の一族 （2009年1月22日発売、ニンテンドーDS用、フロム・ソフトウェア）

## 関連イベント
エキスポランド
「人が演じる幽霊屋敷」『犬神家の一族』

## 関連人物

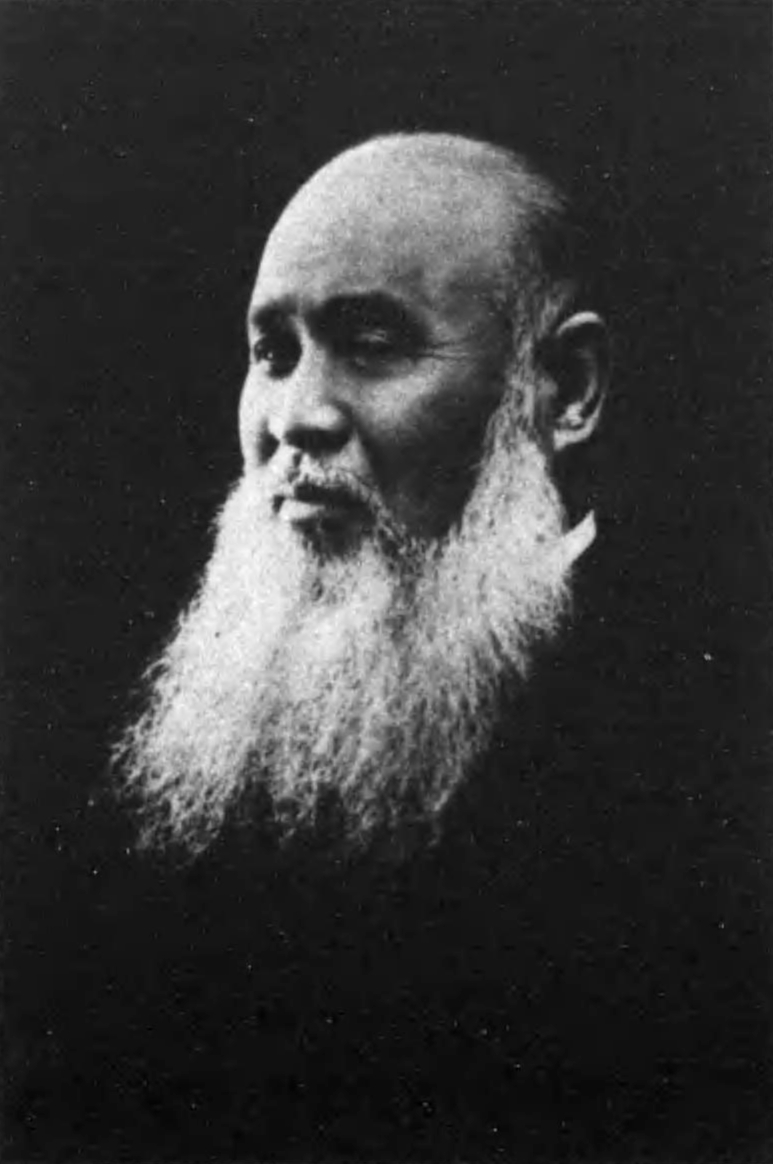
片倉佐一
（片倉兼太郎 (2代目)）

片倉佐一
片倉財閥の総帥。実兄の片倉兼太郎から家督を継承し、二代目兼太郎を襲名した。自身の率いる片倉製糸紡績株式会社と尾澤福太郎の率いる株式会社尾澤組を合併させ、日本国内の製糸所の7割を手中に収めたことから、「日本のシルクエンペラー」と呼ばれた。片倉財閥は長野県諏訪地域発祥の信州財閥であり、諏訪湖畔に温泉施設「片倉館」を建設している。佐一は1934年に長野県で没しているが、横溝正史は同年より長野県で療養生活を送っており、のちに本作を執筆する際に参考にしたと推定されている。ただし、佐一没後の家督は長男の片倉脩一が継承しており、本作のような相続争いは発生していない。

## その他
- テレビ朝日「火曜ミステリー劇場」の『なんでも屋探偵帳 はりつけ島連続殺人』（1990年）は、本作の犬神家をもじった「大神家」が登場、当主の名前も犬神佐兵衛をもじった“大神右兵衛”となっており、本作のパロディ的な作品となっている。